# Адав-Тулумбаевское сельское поселение
Адав-Тулумбаевское сельское поселение — муниципальное образование в составе Буинского района Республики Татарстан. Административный центр — с. Адав-Тулумбаево.

## Состав поселения
- с. Адав-Тулумбаево
- с. Ивашевка
- д. Янга-Аул

## Географическое положение
Адав-Тулумбаевское сельское поселение граничит с Большефроловским, Киятским, Мещеряковским, Нижненаратбашским, Старостуденецким сельскими поселениями и Тетюшским муниципальным районом.

## Население
| 2010 | 2011 | 2012 | 2013 | 2014 | 2015 | 2016 |
| ---- | ---- | ---- | ---- | ---- | ---- | ---- |
| 880  | ↘876 | ↗888 | ↘880 | →880 | ↘866 | ↘858 |
| 2017 | 2018 |      |      |      |      |      |
| ↘851 | ↘837 |      |      |      |      |      |

## Достопримечательности
Национальный парк им. Ивашева.